# 제2차 유엔 앙골라 진상조사단

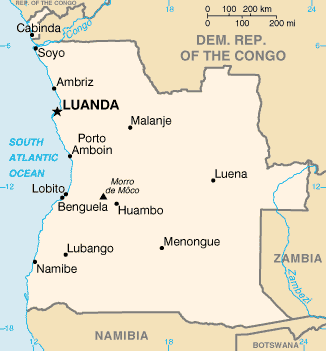
앙골라의 지도

제2차 유엔 앙골라 진상조사단(UNITED NATIONS ANGOLA VERIFICATION MISSION II, 줄여서 UNAVEM II)은 앙골라에서 활동한 유엔의 평화 유지 활동단이다. 제1차 유엔 앙골라 진상조사단에 이어 앙골라의 평화 추진을 위하여 1991년 5월 30일, 유엔 안전 보장 이사회 결의 제696호에 따라 설립되었다.

## 개요
냉전이 완화되면서 앙골라에 주둔하고 있던 쿠바군이 1989년부터 철수를 시작하였고, 1991년 5월에 완전히 철수하게 된다. 이 철수는 제1차 유엔 앙골라 진상조사단(UNAVEM I)이 확인한 것이다. 외국의 압력이나 외국군의 주둔이 없어짐에 따라 앙골라 해방 인민 운동(MPLA)과 앙골라 총 독립민족동맹(UNITA)은 휴전 협상을 하였으며 1991년 5월 31일에 휴전 협정이 조인된다. 이 휴전을 지원하기 위하여 5월 30일, 유엔 안전 보장 이사회 결의 제696호를 채택하였으며, 제2차 유엔 앙골라 진상조사단이 설립되었다. 제2차 유엔 앙골라 진상조사단은 제1차 유엔 앙골라 진상조사단을 확대 및 개편하고 휴전의 감시 등 임무를 부여한 것이다. 초기에는 350명의 군사 감시요원과 민간 경찰, 의료단을 포함한 민간인들로 구성되어 있었다. 1992년에 선거 감시 업무가 추가되었고, 400명의 선거 감시 요원이 증원되었다.
1992년 9월 대통령 선거 및 의회 선거가 제2차 유엔 앙골라 진상조사단의 감시 하에 실시되었다. 제2차 유엔 앙골라 진상조사단은 선거에 큰 문제가 없었다고 판단하였으나 앙골라 총 독립민족동맹은 선거에 패배한 뒤 선거에 부정에 있었다고 주장하였다. 이로 인하여 내전이 재개되었다. 제2차 유엔 앙골라 진상조사단은 계속 앙골라에 주둔하였으나, 전투가 격화되면서 임무를 할 수 없는 상황이 되자 규모를 축소하였다.
1994년 10월에 다시 정전 협정이 이루어졌고, 제2차 유엔 앙골라 진상조사단도 정전 감시를 위하여 다시 처음의 규모로 재구성되었다. 이후 평화 유지를 더 강하고 확고하게 추진하기 위하여 1995년 2월 8일, 유엔 안전 보장 이사회 결의 제976호에 따라 제2차 유엔 앙골라 진상조사단을 개편하여 최대 7,000여명의 평화 유지군을 포함한 제3차 유엔 앙골라 진상조사단이 설립되었다. 또한, 기존 제2차 유엔 앙골라 진상조사단이 맡던 임무도 제3차 유엔 앙골라 진상조사단이 이어갔다.

## 같이 보기
- 제1차 유엔 앙골라 진상조사단